# Approximately Infinite Universe
Approximately Infinite Universe és un àlbum doble de Yoko Ono. Va ser llançat a principis de 1973. Representà un gran canvi del rock experimental dels seus dos primers àlbums cap a un rock pop més convencional que es va enfocar cap al rock feminista. Va aconseguir la posició 193 als Estats Units.

## Llista de cançons
Totes les cançons van ser compostes per Yoko Ono.

### Costat A
1. "Yangyang" – 3:50
2. "Death of Samantha" – 6:22
3. "I Want My Love to Rest Tonight" – 5:11
4. "What Did I Do!" – 4:12
5. "Have You Seen a Horizon Lately" – 1:57

### Costat B
1. "Approximately Infinite Universe" – 3:21
2. "Peter the Dealer" – 4:46
3. "Song for John" – 2:06
4. "Catman (The Rosies Are Coming)" – 5:34
5. "What a Bastard the World Is" – 4:35
6. "Waiting for the Sunrise" – 2:33

### Costat C
1. "I Felt Like Smashing My Face in a Clear Glass Window" – 4:09
2. "Winter Song" – 3:39
3. "Kite Song" – 3:18
4. "What a Mess" – 2:41
5. "Shiranakatta (I Didn't Know)" – 3:11
6. "Air Talk" – 3:22

### Costat D
1. "I Have a Woman Inside My Soul" – 5:33
2. "Move on Fast" – 3:43
3. "Now or Never" – 5:49
4. "Is Winter Here to Stay?" – 4:22
5. "Looking Over from My Hotel Window" – 3:36

### Bonus Tracks
1. "Dogtown" – 2:51
2. "She Gets Down on Her Knees" – 2:45

## Personal
- Yoko Ono: veu, piano en "Looking Over from My Hotel Window" i "She Gets Down on Her Knees"
- Joel Nohnn (anagrama de John Lennon): guitarra, corista
- Daria Prince: castanyoles

Elephant's Memory:
- Stan Bronstein: saxofon, flauta, clarinet
- Richard Frank, Jr.: bateria, percussions
- Daria Prince: castanyoles
- Gary Van Scyoc: baix, trompeta
- Adam Ippolito: piano, orgue, harmònica, trompeta
- Wayne Gabriel: guitarra